# Hrabstwo Champaign (Illinois)

Piramida wieku hrabstwa

Hrabstwo Champaign – hrabstwo w USA, w stanie Illinois, według spisu z 2000 roku liczba ludności wynosiła 179 669. Siedzibą hrabstwa jest Urbana.

## Historia
Hrabstwo Champaign zostało założone w 1833. Wcześniej było częścią hrabstwa Vermilion. Nazwa hrabstwa, jak i siedziby hrabstwa, miasta Urbana, pochodne od identycznie nazwanego hrabstwa w sąsiednim stanie Ohio oraz jego siedziby o nazwie Urbana, zostały nadane jednostkom w Illinois na cześć ustawodawcy stanu Illinois, wywodzącego się z imienniczych jednostek w Ohio, który ufundował powstanie hrabstwa. Rozwój hrabstwa nastąpił po wybudowaniu kolei (Illinois Central Railroad) prowadzącej z Chicago.

## Geografia
Według spisu hrabstwo zajmuje powierzchnię 2 584 km², z czego 2 582 km² stanowią lądy, a 2 km² (0,07%) – wody.
Hrabstwo Champaign położone jest na dużym rozległym płaskowyżu. Ta lokalizacja, pozbawiona naturalnych czynników osuszających, powodowała, iż większa część hrabstwa była pokryta terenami bagiennymi. W roku 1879 rozpoczęto budowanie kanałów drenażowych, które miały również przyczynić się do obniżenia wysokiej częstotliwości zachorowań na malarię w XIX wieku.
Topografia Hrabstwa Champaign została utworzona przez Lodowiec Wisconsin znajdującego się tu ok. 10 000 lat p.n.e. Cofające się lody utworzyły obecne Jezioro Michigan, przecinające hrabstwo, oraz wał glacjalnej ziemi, dochodzący do ok. 92 metrów i małe płaskie jeziora pozbawione odpływów.
Hrabstwo Champaign jest położone na rozwidleniu rzek pomiędzy rzeką Ohio i Missisipi. Rzeki płyną w Hrabstwie Champaign na wschód, zachód i na południe. W północno-zachodniej części hrabstwa bierze swój początek rzeka Kaskaskia, która osusza zachodnią stronę miasta Champaign. Strumień Kaskaskia płynie na południowy zachód, łącząc Missisipi z St. Louis.
Z drugiej strony płynie inna rzeka Embarras, która osusza południowo-centralną część Champaign – aglomerację Urbana, wypływając z południowo-wschodniego Champaign i płynąc przez tereny doświadczalne w południowej części miasteczka uniwersyteckiego Uniwersytetu Illinois. Embarras należy do systemu rzeki Wabash i Ohio. Północno-wschodni kraniec miasta Champaign, centralna część uniwersyteckiego miasteczka i północna części Urbana, jest osuszana przez potok Boneyard, który płynie do Saline Ditch, dopływu rzeki Vermilion i Wabash.

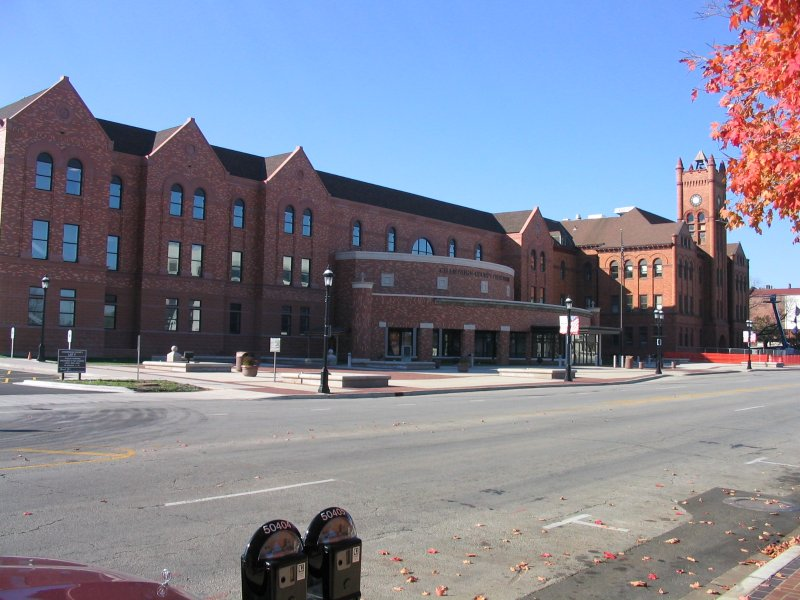
Urząd miejski w Urbana

### Sąsiednie hrabstwa
- Hrabstwo Ford – północ
- Hrabstwo Vermilion – wschód
- Hrabstwo Edgar – południowy wschód
- Hrabstwo Douglas – południe
- Hrabstwo Piatt – zachód
- Hrabstwo McLean – północny zachód

## Demografia
Według spisu z 2000 roku hrabstwo zamieszkuje 179 669 osób, które tworzą 70 597 gospodarstw domowych oraz 39 322 rodzin. Gęstość zaludnienia wynosi 70 osób/km². Na terenie hrabstwa jest 75 280 budynków mieszkalnych o częstości występowania wynoszącej 29 budynków/km². Hrabstwo zamieszkuje 78,78% ludności białej, 11,16% ludności czarnej, 0,24% rdzennych mieszkańców Ameryki, 6,45% Azjatów, 0,04% mieszkańców wysp Pacyfiku, 1,34% ludności innej rasy oraz 1,99% ludności wywodzącej się z dwóch lub więcej ras, 2,90% ludności to Hiszpanie, Latynosi lub inni.
W hrabstwie znajduje się 70 597 gospodarstw domowych, w których 27,20% stanowią dzieci poniżej 18. roku życia mieszkające z rodzicami, 43,60% małżeństwa mieszkające wspólnie, 9,20% stanowią samotne matki oraz 44,30% to osoby nieposiadające rodziny. 31,40% wszystkich gospodarstw domowych składa się z jednej osoby oraz 7,80% żyje samotnie i ma powyżej 65. roku życia. Średnia wielkość gospodarstwa domowego wynosi 2,33 osoby, a rodziny – 2,96 osoby.
Przedział wiekowy populacji hrabstwa kształtuje się następująco: 21,00% osób poniżej 18. roku życia, 23,10% pomiędzy 18. a 24. rokiem życia, 28,20% pomiędzy 25. a 44. rokiem życia, 18,00% pomiędzy 45. a 64. rokiem życia oraz 9,70% osób powyżej 65. roku życia. Średni wiek populacji wynosi 29 lat. Na każde 100 kobiet przypada 101,10 mężczyzn. Na każde 100 kobiet powyżej 18. roku życia przypada 99,70 mężczyzn.
Średni dochód dla gospodarstwa domowego wynosi 37 785 dolarów, a średni dochód dla rodziny wynosi 52 591 dolarów. Mężczyźni osiągają średni dochód w wysokości 36 844 dolarów, a kobiety 26 421 dolarów. Średni dochód na osobę w hrabstwie wynosi 19 708 dolarów. Około 6,90% rodzin oraz 16,10% ludności żyje poniżej minimum socjalnego, z tego 11,80% poniżej 18. roku życia oraz 4,90% powyżej 65. roku życia.

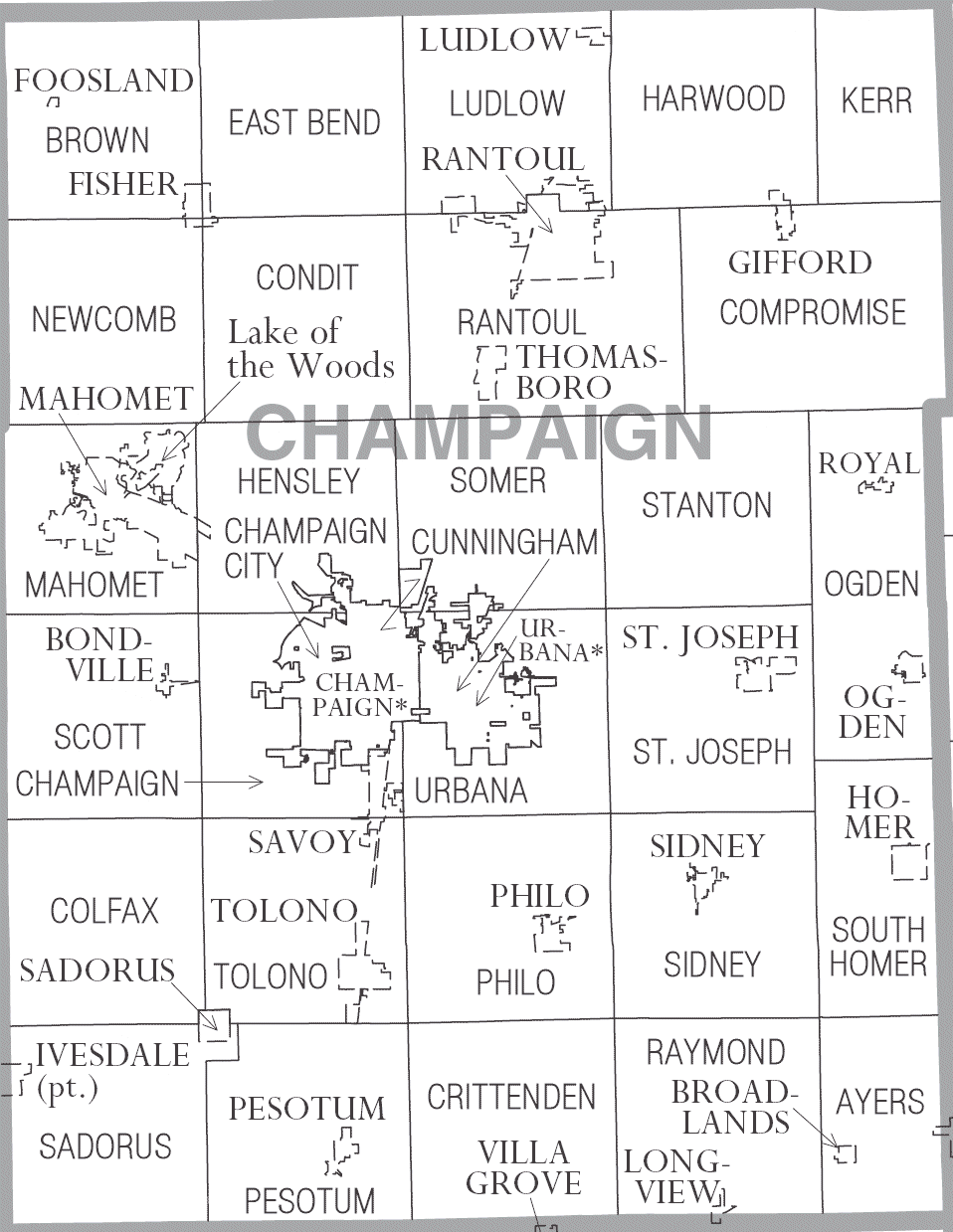
Mapa hrabstwa Champaign w Illinois

## Miasta
- Champaign
- Urbana

## CDP
- Lake of the Woods
- Penfield
- Seymour

## Wsie
- Bondville
- Broadlands
- Fisher
- Foosland
- Gifford
- Homer
- Ivesdale
- Longview
- Ludlow
- Mahomet
- Ogden
- Pesotum
- Philo
- Rantoul
- Royal
- Sadorus
- Savoy
- Sidney
- St. Joseph
- Thomasboro
- Tolono